# Neidermeyer's Mind
Neidermeyer's Mind — демо-запис американського ню-метал гурту Korn. Запис був спродюсований Россом Робінсоном, який також працював над дебютним альбомом гурту та пізніше Life Is Peachy. Всі пісні з демо-запису пізніше увійшли до дебютного альбому, за винятком пісні «Alive», яка була переписана 10 років потому для шостого студійного альбому гурту Take a Look in the Mirror. Хоча версія «Blind» відрізнялася більш брудним звучанням в порівнянні з версією на першому альбомі, решта треків звучали практично ідентично, незважаючи на їх переробку і перезапис.

## Список композицій
Автор музики і слів Korn та Sexart. 
| #     | Назва               | Тривалість |
| ----- | ------------------- | ---------- |
| 1.    | «Pradictable» (sic) | 4:27       |
| 2.    | «Blind»             | 4:52       |
| 3.    | «Daddy»             | 4:29       |
| 4.    | «Alive»             | 4:07       |
| 17:55 |                     |            |

## Korn
У той час як перші три треки з Neidermeyer's Mind увійшли до дебютного альбому Korn, останній трек, «Alive», був перероблений і записаний заново через десять років для шостого студійного альбому колективу, Take a Look in the Mirror. Програш в треку з демозапису був використаний в іншій пісні «Need To», яка також увійшла до першого студійного альбому гурту.
Подібним чином, інша рання пісня Korn (не увійшла в Neidermeyer's Mind ) називалася «Layla» і мала схожі риси з піснею «Clown», що увійшла до дебютного альбому гурту. Найбільше схожість помітно на початку пісні. Кінцівка «Layla» також має схожість, але вже з кінцівкою іншої пісні «Ass Itch» з альбому Life Is Peachy.
Також варто відзначити, що перший трек демозапису, «Pradictable», був написаний через 'a' замість першої 'e' . Невідомо, чи було це зроблено спеціально, або ж мала місце помилка. Як би то не було, в списку композицій дебютного альбому назву пісні було написано правильно, через 'e' .

## Чутки
- Є чутка, що демозапис можна було купити в музичних магазинах або придбати через онлайновий магазин. Але оскільки демо ніколи офіційно не випускалося, більше схоже що демо поширювалося через Пірингові мережі і копіювалося на аудіокасету, щоб привести демо до виду офіційного релізу 1993.[джерело?]
- Інший слух стверджує, що обкладинкою демо займалася група, в той час як інші говорять що обкладинку придумав і намалював Джонатан, і навіть існує слух що автором обкладинки демо є Росс Робінсон.[джерело?]
- Нейдермеєр — ім'я одного з негативних персонажів у комедії 1978  «Звіринець».[джерело?]